# Białogłowy
Białogłowy (ukr. Білоголови) – wieś na Ukrainie w rejonie tarnopolskim należącym do obwodu tarnopolskiego. 
W II Rzeczypospolitej miejscowość należała do gminy wiejskiej Olejów w powiecie zborowskim województwa tarnopolskiego.
W latach 1943–1945 nacjonaliści ukraińscy z OUN-UPA zamordowali w niej 24 Polaków.
Do 2020 w rejonie zborowskim.